# Cédric Pioline
Cédric Pioline (nacido el 15 de junio de 1969 en Neuilly-sur-Seine) es un exjugador de tenis francés. Jugó desde 1989 hasta 2002.
Alcanzó la final del US Open en 1993 y de Wimbledon en 1997. Fue derrotado en ambas oportunidades por Pete Sampras, en sets corridos. Es el único jugador en haber alcanzado los diez primeros puestos del ranking de la ATP sin haber ganado previamente algún torneo, ya que llegó a ser el décimo del ranking en 1993 y no ganaría su primer título hasta tres años después. En 2000 alcanzó el 5º puesto, su mejor clasificación. 
Ganó cinco títulos de individuales en su carrera, siendo el mayor de ellos el evento ATP Masters Series jugado en Montecarlo en 2000. Aparte de sus apariciones en las finales del Abierto de Estados Unidos y de Wimbledon, llegó a otras 10 finales de torneos individuales, incluido Montecarlo en 1993 y 1998. 
Luego de su retiro del tenis, Pioline se convirtió en un administrador de tenis. Actualmente es el director del Torneo de Masters Series de París. También es de destacar que juega en el campeonato sénior del circuito de la ATP. 
Fue uno de los primeros tenistas en aparecer en el juego Virtua Tennis, de SEGA.
Pioline nació de padre francés y madre rumana.

## Torneos de Grand Slam

### Finalista en Individuales (2)
| Año  | Campeonato                | Oponente en la final | Resultado en final |
| 1993 | Abierto de Estados Unidos | Pete Sampras         | 4-6 4-6 3-6        |
| 1997 | Wimbledon                 | Pete Sampras         | 4-6 2-6 4-6        |

## Títulos (6;5+1)

### Individuales (5)
| Leyenda                |
| Grand Slam (0)         |
| Tennis Masters Cup (0) |
| ATP Masters Series (1) |
| ATP Tour (4)           |

| N.º | Fecha                 | Torneo             | Superficie    | Oponente en la final | Resultado         |
| --- | --------------------- | ------------------ | ------------- | -------------------- | ----------------- |
| 1.  | 11 de marzo de 1996   | Copenhague         | Carpeta       | Kenneth Carlsen      | 6-2 7-6(7)        |
| 2.  | 28 de abril de 1997   | Praga              | Tierra batida | Bohdan Ulihrach      | 6-2 5-7 7-6(4)    |
| 3.  | 14 de junio de 1999   | Nottingham         | Césped        | Kevin Ullyett        | 6-3 7-5           |
| 4.  | 14 de febrero de 2000 | Róterdam           | Dura          | Tim Henman           | 6-7(3) 6-4 7-6(4) |
| 5.  | 17 de abril de 2000   | Montecarlo Masters | Tierra batida | Dominik Hrbaty       | 6-4 7-6(3) 7-6(6) |

### Finalista en individuales (12)
- 1992: Lyon (pierde ante Pete Sampras)
- 1993: Montecarlo TMS (pierde ante Sergi Bruguera)
- 1993: US Open (pierde ante Pete Sampras)
- 1993: Toulouse (pierde ante Arnaud Boetsch)
- 1993: Bolzano (pierde ante Jonathan Stark)
- 1993: Lyon (pierde ante Pete Sampras)
- 1994: Long Island (pierde ante Yevgeny Kafelnikov)
- 1996: Zagreb (pierde ante Goran Ivanišević)
- 1996: Marsella (pierde ante Guy Forget)
- 1997: Wimbledon (pierde ante Pete Sampras)
- 1998: Londres (pierde ante Yevgeny Kafelnikov)
- 1998: Montecarlo TMS (pìerde ante Carlos Moyá)

### Dobles (1)
| Leyenda                |
| Grand Slam (0)         |
| Tennis Masters Cup (0) |
| ATP Masters Series (0) |
| ATP Tour (1)           |

| N.º | Fecha | Torneo | Superficie    | Pareja      | Oponentes en la final          | Resultado   |
| --- | ----- | ------ | ------------- | ----------- | ------------------------------ | ----------- |
| 1.  | 1993  | Gstaad | Tierra batida | Marc Rosset | Hendrik Jan Davids Piet Norval | 6-3 3-6 7-6 |

### Finalista en dobles (1)
- 2002: Masters de París (junto a Gustavo Kuerten pierden ante Nicolas Escudé y Fabrice Santoro)